# Трояни (Лодзинське воєводство)
Трояни (пол. Trojany) — село в Польщі, у гміні Паженчев Зґерського повіту Лодзинського воєводства.
Населення — 67 осіб (2011).
У 1975—1998 роках село належало до Лодзинського воєводства.

## Демографія
Демографічна структура станом на 31 березня 2011 року:
|          | Загалом | Допрацездатний вік | Працездатний вік | Постпрацездатний вік |
| -------- | ------- | ------------------ | ---------------- | -------------------- |
| Чоловіки | 30      | 5                  | 21               | 4                    |
| Жінки    | 37      | 7                  | 24               | 6                    |
| Разом    | 67      | 12                 | 45               | 10                   |